# 桜沢駅 (埼玉県)

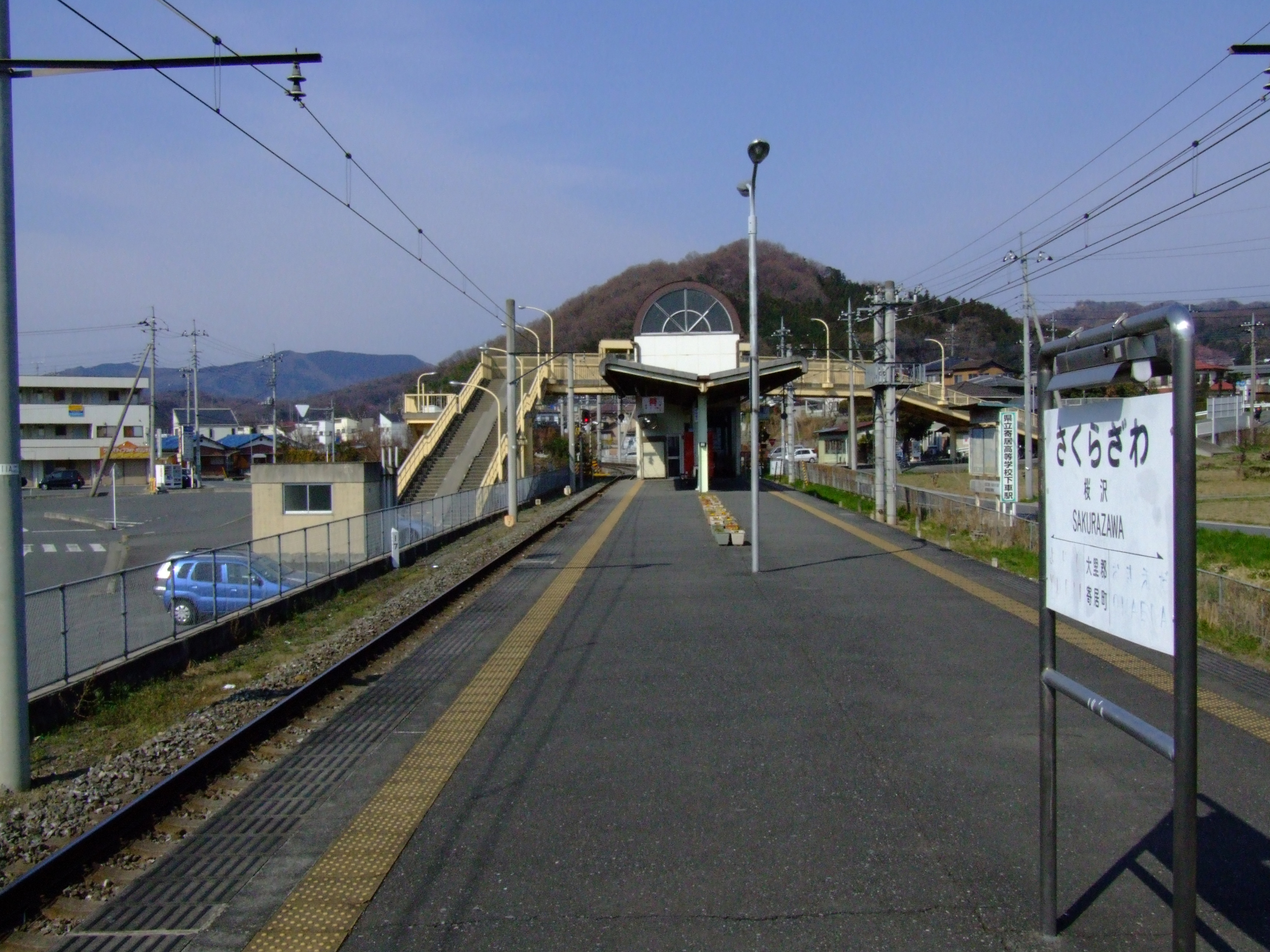
ホーム

桜沢駅（さくらざわえき）は、埼玉県大里郡寄居町大字桜沢にある秩父鉄道秩父本線の駅である。駅番号はCR19。

## 歴史
寄居町立寄居中学校が統合により現在地に新設されたことに伴い開設された。
- 1989年（平成元年）4月1日：開業。
- 2022年（令和4年）3月12日：ICカード「PASMO」の利用が可能となる[1]。同時に無人化[1]。

## 駅構造
島式ホーム1面2線を有する地上駅。無人駅である。簡易PASMO改札機・PASMOチャージ機設置駅。
無人化以前は業務委託駅（管理駅:熊谷駅）であり、駅係員勤務時間は平日7:00 - 20:00、休日は8:00 - 19:00となっていた。

### のりば
| 番線 | 路線    | 方向 | 行先                         |
| ---- | ------- | ---- | ---------------------------- |
| 1    | ■秩父線 | 下り | 寄居・長瀞・秩父・三峰口方面 |
| 2    | ■秩父線 | 上り | 熊谷・行田市・羽生方面       |

## 利用状況
- 2019年度の1日平均乗車人員は460人である。近隣の学校に通う学生の利用が多い。

| 年度               | 乗車人員 （1日平均） |
| ------------------ | -------------------- |
| 2009年（平成21年） | 345                  |
| 2010年（平成22年） | 404                  |
| 2011年（平成23年） | 412                  |
| 2012年（平成24年） | 398                  |
| 2013年（平成25年） | 399                  |
| 2014年（平成26年） | 399                  |
| 2015年（平成27年） | 386                  |
| 2016年（平成28年） | 384                  |
| 2017年（平成29年） | 453                  |
| 2018年（平成30年） | 465                  |
| 2019年（令和元年） | 460                  |

## 駅周辺
- 寄居町立寄居中学校
- 寄居町立桜沢小学校
- 埼玉県立寄居城北高等学校
- 国道254号
- 国道140号
- 埼玉県道62号深谷寄居線
- 埼玉土建一般労働組合 深谷寄居支部
- ベイシア 寄居北店
- 県北都市間路線代替バス 桜沢停留所（深谷駅-寄居車庫線は徒歩3分程度、本庄駅-寄居車庫線は徒歩5分程度）

## 隣の駅
秩父鉄道
■秩父本線
□SLパレオエクスプレス・■急行「秩父路」
通過
□各駅停車
小前田駅 (CR18) - 桜沢駅 (CR19) - 寄居駅 (CR20)